# Ambassade du Sri Lanka en Guinée
L'ambassade du Sri Lanka en Guinée est la principale représentation diplomatique de la république socialiste et démocratique du Sri Lanka en Guinée.